# Grammatikó
Grammatikó (en griego: Γραμματικό), otras formas: Gramatikó, Grammatikón o Gramatikón es una población situada en el este de Ática en Grecia, aproximadamente a unos 40 km al noroeste de Atenas y al norte de Maratón y Nea Makri.  Grammatikó se encuentra en la carretera que une Maratón con Varnavas y Kapandriti y con la carretera interestatal 1 (GR-1/E75) (Atenas - Lamia - Salónica).  En la actualidad su alcalde es George Papageorgiou.
Es el lugar donde cayeron parte de los restos del Vuelo Helios Airways 522 que sufrió un accidente el 14 de agosto de 2005 cerca de la población.